# Аргоннський ліс

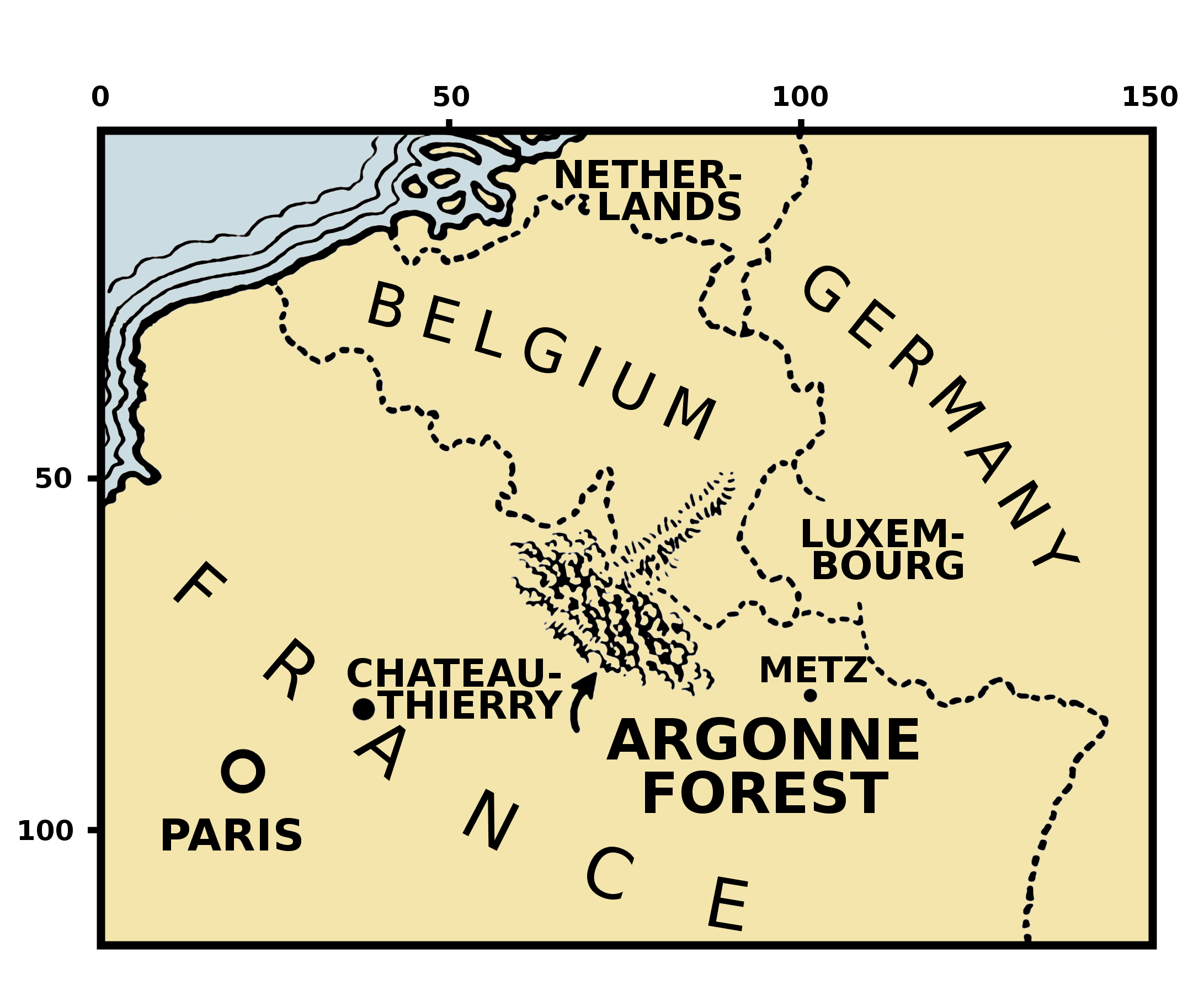
Карта розташування Аргоннського лісу

49°09′00″ пн. ш. 4°58′00″ сх. д. / 49.15° пн. ш. 4.9666666666667° сх. д.
Аргоннський ліс (фр. Forêt d’Argonne) — довга смуга гірських і диких лісів на північному сході Франції, приблизно за 200 км на схід від Парижа. Геологічно належить до плато Аргони, будучи його західною частиною. Часто Аргоннським лісом називають весь Аргоннський регіон. Ліс простягається приблизно на 65 км завдовжки і 15 км завширшки, насичений безліччю невеликих пагорбів і глибоких долин, утворених стоком води з річок Ера і Ена, висота яких зрідка перевищує 200 м. Після Першої світової війни ландшафт лісу назавжди змінився, оскільки траншейна війна призвела до того, що деякі частини лісу насичені глибокими штучними окопами, а також воронками від вибухових речовин. На заході ліс межує з річкою Маас, а на сході — з пасовищами і струмками. Ліс складається переважно з дубів, каштанів і сосен, а папороть вкриває більшу частину лісової підстилки. Тваринний світ складається з дикого кабана, благородного оленя, козулі, зайців, кроликів, лисиць і дикого кота.
888 року, в ході рейду вікінгів до Франції, поблизу Монфокон-д'Аргонн сталася одна з численних битв між франками і норманами: 24 червня у лісі король західних франків Одо Паризький здобув перемогу над невеликим загоном вікінгів.
У 1792 році Шарль Франсуа Дюмур'є перехитрив війська герцога Брауншвейзького в Аргоннському лісі перед битвою при Вальмі.
1918 року в Аргоннському лісі відбулася 17-денна битва між німецькими військами і військами Антанти, що отримала назву Мез-Аргонського наступу.